# Portal de Cal Reart
El Portal de Cal Reart és una obra romànica de Ivorra (Segarra) inclosa a l'Inventari del Patrimoni Arquitectònic de Catalunya.

## Descripció
Portal situat a uns 8 metres respecte el portal de Cal Millàs o de baix, en direcció cap a l'interior del nucli. Esta precedit per un pas cobert amb arc rebaixat i originàriament tancava el clos enmurallat. Es conserven pocs elements originaris del portal a causa de la construcció d'habitatges al seu voltant, realitzat amb carreus força regulars de pedra sorrenca molt erosionada, conserva el galze i les pollegueres superior i inferior.
El fet que estigui situat més endarrere que el portal de Cal Millàs o de baix, fa pensar que es va realitzar amb anterioritat, possiblement en època baixmedieval.